# Calafrio (revista em quadrinhos)
Calafrio é uma revista em quadrinhos brasileira de terror que circulou originalmente entre 1981 a 1993..
Pertencia à editora D-Arte (fundada como Estúdio em 1965 e transformada em Editora em 1981, em São Paulo) de Rodolfo Zalla e Eugênio Colonnese.
Ao contrário de outras revistas do gênero, Calafrio é composta apenas de histórias produzidas no Brasil.
Tinha colaboração (em desenho e argumentação) de nomes consagrados e/ou até mesmo de artistas à época novatos, como, os próprio Rodolfo Zalla e Eugênio Colonnese, Flávio Colin, Júlio Shimamoto, Mozart Couto, Rubens Cordeiro, Ota, Luiz Antônio Sampaio, Jayme Cortez, Watson Portela, Gedeone Malagola, Edmundo Rodrigues, Lyrio Aragão, Wilson Vieira, etc.
Em 2002 foi lançado pela Opera Graphica uma edição comemorativa na Coleção Opera Brasil.
Em Agosto de 2011, a editora CLUQ (Clube dos Quadrinhos) do jornalista Wagner Augusto, anunciou que lançaria uma nova versão da revista com tiragem limitada, papel especial e novo tratamento gráfico e novamente editada pelo veterano Rodolfo Zalla, a revista publicada pela CLUQ recebeu o número 53, continuando a numeração da D-Arte Atualmente é publicada pela editora Ink&Blood Comics, selo da Editora Cultura & Quadrinhos, que também retomou as publicações de Mestres do Terror, Spektro, Terror Negro e  o faroeste Chet. Em 2024, o selo lançou Calafrio Apresenta Terrir, retomando explicitamente o uso do termo terrir, o qual remete ao gibi homônimo publicado originalmente em 1967 pela Editora Taika, reconhecido por mesclar humor e horror e por empregar pela primeira vez a palavra-valise terror + rir em um título editorial no Brasil.